# Kleine doornvliegenvanger
De kleine doornvliegenvanger (Batis perkeo) is een zangvogel uit de familie Platysteiridae (lelvliegenvangers).

## Verspreiding en leefgebied
Deze soort komt voor in zuidoostelijk Zuid-Soedan, zuidelijk Ethiopië, zuidelijk Somalië, Kenia en het uiterste noordoosten van Tanzania.

## Status
De grootte van de populatie is niet gekwantificeerd maar de soort wordt omschreven als plaatselijk algemeen. Op de Rode lijst van de IUCN heeft deze soort de status niet bedreigd.